# Ernst Kracht

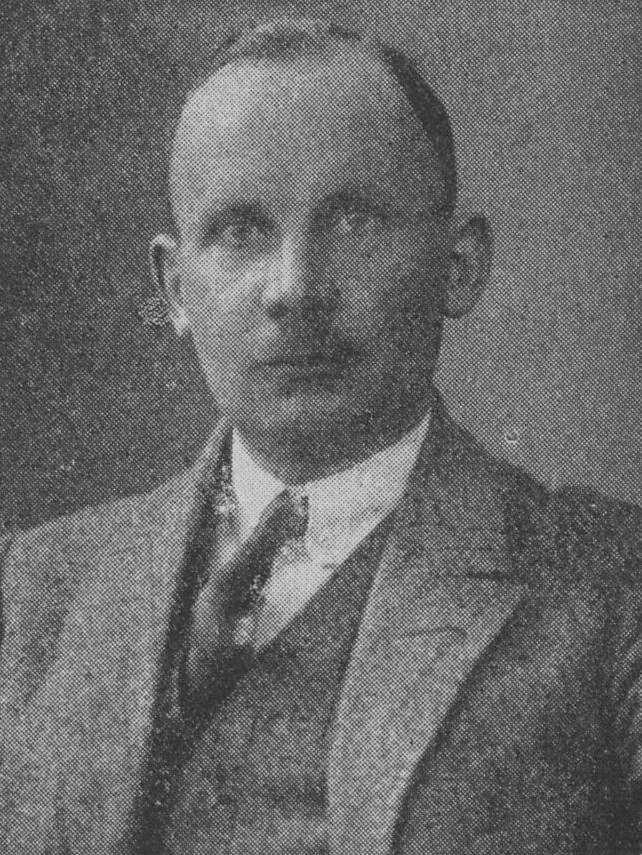
Ernst Kracht, um 1926

Ernst Kracht (* 15. April 1890 in Neumünster; † 5. Februar 1983 in Flensburg) war vor 1933 ein deutschnationaler, von 1933 bis 1945 ein nationalsozialistischer Politiker sowie SS-Sturmbannführer. Nach 1945 wurde er Chef der Staatskanzlei in Schleswig-Holstein. 

## Leben
Der Sohn eines Tuchhändlers studierte Rechts- und Staatswissenschaften in Göttingen, Berlin und Kiel. Während seines Studiums wurde er 1908 Mitglied der Schwarzburgbund-Verbindung Burschenschaft Germania Göttingen. Er war Kreisvorsitzender der Schleswig-Holsteinischen Landespartei, die sich bis Februar 1919 Schleswig-Holsteinische Bauern- und Landarbeiterdemokratie nannte. Die Heider Ortsgruppe der Landespartei verstand sich als „völkisches Bollwerk gegen die zentralistische Sozialdemokratie“. Ähnlich wie die DNVP war die Landespartei stark antisemitisch geprägt, begrüßte aber im Gegensatz zu dieser die Weimarer Republik.
Kracht war ab Mai 1919 Landrat des Kreises Norderdithmarschen, was er bis 1932 blieb. Kurz nach seiner Wahl trat Kracht aus der Landespartei aus. Der Weimarer Republik stand er distanziert gegenüber. Während des Kapp-Putsches war es allerdings Kracht zu verdanken, dass in Heide die Macht nicht von den Putschisten übernommen wurde, denn er widersetzte sich ihren Aktionen. Vom 1. Oktober 1932 an war Kracht ein Jahr Landrat des neuen Kreises Dithmarschen, der zum 1. Oktober 1933 wieder aufgelöst wurde.
Kracht trat zum 1. Mai 1933 in die NSDAP ein (Mitgliedsnummer 2.704.350). Er lud die Kreistagsabgeordneten der KPD nach der Wahl vom 5. März 1933 nicht zur konstituierenden Sitzung des Kreistages ein. Bei der ersten Sitzung des Kreistages am 4. April 1933 begrüßte er die Kreistagsabgeordneten mit einer Gedenkrede auf die bei der von den Nationalsozialisten so genannten „Blutnacht von Wöhrden“ getöteten Nazis und schloss mit einem dreifachen „Heil“ auf Hindenburg und Hitler.
Von Oktober 1933 bis 1936 war Kracht Landrat des Kreises Süderdithmarschen. Ein Bericht vom 12. April 1935 bescheinigte Kracht, er sei „aus Überzeugung nationalsozialistisch eingestellt“. 1936 wurde Kracht vom Gauleiter Hinrich Lohse zum Oberbürgermeister der Stadt Flensburg berufen. Als Oberbürgermeister beschloss er die Entfernung des Bismarckbrunnens, der auf dem Südermarkt stand. Das Amt behielt er bis 1945. Kracht, seit 1937 Mitglied der SS, war SS-Sturmbannführer und Gaubeauftragter der Volksdeutschen Mittelstelle. Nach dem Suizid Hitlers am 30. April 1945 lud Kracht zu einer Gedenkfeier in das Rathaus von Flensburg ein.
Am 14. Mai 1945 wurde Kracht von den Alliierten verhaftet und bis zum 24. März 1948 interniert. Er wurde aufgrund eines Gnadenerlasses entlassen. Die Briten stuften Kracht im Entnazifizierungsverfahren vorläufig in die Gruppe IV als Mitläufer ein. Diese Einstufung wurde am 15. Oktober 1948 vom Entnazifizierungsausschuss in Heide bestätigt. 1949 erfolgte eine Umstufung in die Gruppe V der Entlasteten.
Kracht arbeitete zunächst als Jurist bei der Arbeitsgemeinschaft für Milchwirtschaft in Hamburg und Schleswig-Holstein und war ab 1. Januar 1950 stellvertretender Geschäftsführer und Referent beim Deutschen Verein für öffentliche und private Fürsorge.
Vom 17. Oktober 1950 bis zu seiner Pensionierung 1958 war Kracht Staatssekretär und Chef der Staatskanzlei der Landesregierung von Schleswig-Holstein. In dieser Funktion galt er als eine der Schaltstellen für die Personalpolitik in den Landesministerien. Mit dem Ministerpräsident Kai-Uwe von Hassel verband Kracht ein besonders enges Verhältnis, Hassels Vorvorgänger Walter Bartram war ein Schulfreund Krachts. 1953 drückte Kracht schriftlich gegenüber Werner Best, zeitweise stellvertretender Chef des Reichssicherheitshauptamtes, in „freundschaftlicher Verbundenheit seine Hoffnung aus“, dass es Best gelingen möge, die angestrebte Zulassung als Rechtsanwalt zu erhalten. Kracht wurde mit dem Großen Verdienstkreuz mit Stern ausgezeichnet.

## Schriften
- Aus meinem Leben. Erinnerungen, Erlebnisse und Erfahrungen, Westholsteinische Verlagsanstalt Boyens & Co., Heide 1986, ISBN 3-8042-0360-4. Hrsg. von Kurt Jürgensen und Nils R. Nissen, mit einem Nachw. von Kai-Uwe von Hassel.
- Kieler Erklärung und Übergangslösung : zur Minderheitenfrage im Grenzland Schleswig, Flensburg : Christian Wolff, 1955
- Soziale Arbeit auf dem Lande, Heide : Heider Anzeiger, 1925. Beiträge zur Heimat- und Wohlfahrtskunde, 2.
- Autonomie und Selbstverwaltung (= Heimatschriften des Schleswig-Holsteiner-Bundes 2). Hamburg/Flensburg/Kiel, P. Hartung 1921. DNB
- Das Streikpostenverbot, Duncker & Humblot, München/Leipzig 1914. (Rechts- u. staatswiss. Dissertation, Würzburg 1914). DNB